# Большеметескинское сельское поселение
Большеметескинское се́льское поселе́ние — муниципальное образование в Тюлячинском районе Татарстана Российской Федерации.
Административный центр — село Большие Метески.

## История
Статус и границы сельского поселения установлены Законом Республики Татарстан от 31 января 2005 года № 43-ЗРТ «Об установлении границ территорий и статусе муниципального образования "Тюлячинский муниципальный район" и муниципальных образований в его составе».

## Население
| 2010  | 2011  | 2012  | 2013  | 2014  | 2015  | 2016  |
| ----- | ----- | ----- | ----- | ----- | ----- | ----- |
| 1207  | ↗1208 | ↘1192 | ↘1174 | ↘1161 | ↘1155 | ↗1156 |
| 2017  | 2018  |       |       |       |       |       |
| ↘1129 | ↘1103 |       |       |       |       |       |

## Состав сельского поселения
| № | Населённый пункт | Тип населённого пункта       | Население |
| - | ---------------- | ---------------------------- | --------- |
| 1 | Большие Метески  | село, административный центр |           |
| 2 | Верхние Метески  | деревня                      |           |
| 3 | Лесной           | посёлок                      |           |
| 4 | Тямти Метески    | деревня                      |           |
| 5 | Ямбулат          | деревня                      |           |